# Ron Klain
Ronald Alan Klain, detto Ron (Indianapolis, 8 agosto 1961), è un funzionario e politico statunitense, capo di gabinetto della Casa Bianca dal 2021 al 2023 nell'amministrazione Biden.

## Biografia
Membro del Partito Democratico, è stato capo del personale di due vicepresidenti degli Stati Uniti: Al Gore (1995-1999) e Joe Biden (2009-2011). Dopo la scoperta di alcuni casi del virus Ebola negli Stati Uniti, venne nominato, dall'allora presidente Barack Obama, come coordinatore della task force della Casa Bianca contro l'Ebola.
Nel 2008 il personaggio di Klain, interpretato da Kevin Spacey, fu protagonista del film televisivo Recount, andato in onda sull'emittente televisiva HBO, che descrive le agitazioni post-elezioni presidenziali del 2000.
All'inizio del 2020, Klain si è unito alla campagna presidenziale di Biden come consulente senior. L'11 novembre dello stesso anno è stato nominato capo dello staff della Casa Bianca dal presidente neoeletto Joe Biden, carica che ha disimpegnato per tutto il primo biennio della Presidenza Biden.